# Günəşli (Cəlilabad)
Günəşli è un comune dell'Azerbaigian situato nel distretto di Cəlilabad.